# Triphosa venimaculata
Triphosa venimaculata är en fjärilsart som beskrevs av Moore 1867. Triphosa venimaculata ingår i släktet Triphosa och familjen mätare. Inga underarter finns listade i Catalogue of Life.